# Midnight Madness
Midnight Madness is een nummer van The Chemical Brothers, uitgebracht op 19 augustus 2008 door het platenlabel Astralwerks. Het nummer behaalde de 80e positie in de UK Singles Chart.